# Giorgio Pessina
Giorgio Pessina (* 16. Juni 1902 in Rom; † 18. Juli 1977 ebenda) war ein italienischer Florettfechter.

## Erfolge
Giorgio Pessina nahm an drei Olympischen Spielen teil: 1924 verpasste er in Paris zunächst mit der Mannschaft als Vierter knapp einen Medaillengewinnen, ehe er 1928 in Amsterdam mit der Mannschaft Olympiasieger wurde. Gemeinsam mit Giorgio Chiavacci, Giulio Gaudini, Gioacchino Guaragna, Ugo Pignotti und Oreste Puliti blieb er im gesamten Turnierverlauf ungeschlagen. Vier Jahre darauf zog er erneut mit der italienischen Equipe in die Finalrunde ein, die Italien zunächst punktgleich mit Frankreich und den Vereinigten Staaten auf dem ersten Rang abschloss. Im Stechen gewann Italien gegen die US-Amerikaner, die wie die Italiener gegen die Franzosen unterlagen, womit Pessina Silber erhielt.